# Isola Sportivnyj
L'isola Sportivnyj (in russo остров Спортивный, ostrov Sportivnyj; in italiano "sportiva") è un'isola russa che fa parte dell'arcipelago di Severnaja Zemlja ed è bagnata dal mare di Laptev.
Amministrativamente fa parte del distretto di Tajmyr del Territorio di Krasnojarsk, nel Circondario federale della Siberia.

## Geografia
L'isola è situata nella parte centrale dell'arcipelago. Si trova a nord dell'isola Bolscevica, nella parte sud del golfo di Mikojan (залив Микояна), a 1,4 km dalla costa, nei pressi della foce del fiume Ostancevoj (река Останцевой). A nord di Sportivnyj, a 3 km, c'è l'isola Dvuch Tovariščej. Sportivnyj è piatta, ha una forma ovale ed è lunga circa 950 m, il punto più alto è di 6 m.